# L'Aube des zombies
Pour plus de détails, voir Fiche technique et Distribution.
L'Aube des zombies (Dawn of the Mummy) est un film d'horreur fantastique américano-italo-égyptien réalisé par Frank Agrama et sorti en 1981.

## Synopsis
Il y a 3000 ans avant Jésus-Christ, le pharaon est enterré dans les pyramides de Gizeh. De nos jours, le pilleur de tombes Rick et ses deux complices, Karib et Tarak, font exploser l'entrée de la tombe du pharaon. En raison du gaz toxique qui s'échappe, Rick décide d'attendre le lendemain pour chercher les trésors à l'intérieur de la pyramide. Soudain, une vieille femme apparaît et déconseille vivement aux trois hommes de pénétrer dans la tombe. Lorsque Rick parvient à la faire fuir à la force des armes, la femme rencontre un groupe de chameliers. Elle leur demande de protéger le tombeau des pilleurs. Toutefois, les chameliers veulent eux aussi s'emparer des trésors et se précipitent donc sans réfléchir à l'intérieur, succombant peu à peu au gaz toxique.
Pendant ce temps à New York, le photographe Bill est en train de faire une séance photo avec le mannequin Lisa. Plus tard, on leur propose de vivre une séance photo spéciale en Égypte. Ils font donc le voyage en avion avec d'autres mannequins. Lors de leur excursion dans le désert, un pneu de l'une des deux jeeps éclate. Pendant le changement de pneu, Lisa et Gary, le mannequin masculin, s'éloignent du groupe. Très vite, ils tombent sur un cadavre, celui d'un des chameliers, derrière une dune.
Non affecté par la découverte du corps, le groupe de mannequins commence sa séance photo. Pendant ce temps, Rick continue à faire exploser l'intérieur de la pyramide et tombe sur la salle du trésor. Karib remarque le groupe de mannequins et leur tire dessus avec son fusil. Rick trouve cela exagéré et lui ordonne d'arrêter. Karib va jusqu'à s'excuser auprès du groupe et se fait passer pour un archéologue. Lorsque Bill remarque l'entrée de la tombe, il décide que l'on continuera la séance photo à cet endroit. Ricky n'accepte qu'à contrecœur. En raison de la chaleur des projecteurs, la momie du pharaon reprend lentement vie.
Les uns après les autres, les membres du groupe sont victimes de la momie : la main de la styliste Jenny est d'abord blessée. Puis Karib, qui veut s'enfuir seul avec le trésor en or, est assassiné. Pendant ce temps, l'un des mannequins s'en prend à Ricky. Plus tard, la momie apparaît dans la ville voisine et tue Tarak dans son abattoir. Ricky, qui semble avoir sombré dans la folie, apparaît à nouveau dans la chambre funéraire et se fait tuer par la momie dans la salle du trésor. Partout, des zombies surgissent désormais de la terre. Melinda et June se baignent ensemble dans un lac. Alors qu'elles veulent retourner au camp chacune de leur côté, Melinda est chassée par la momie et finit par se faire dévorer par un groupe de zombies.
Bill, qui remarque que son groupe est de plus en plus petit, décide de se rendre à la chambre funéraire. Il devient peu après la prochaine victime de la momie. En raison de l'absence de Bill plus tard dans le camp, les derniers survivants décident de retourner se réfugier en ville. C'est là que Jenny s'est faite tuer peu de temps auparavant. Les zombies s'attaquent maintenant aussi aux habitants de la ville et la momie parvient à piéger les derniers survivants dans un hangar. Celui-ci se révèle être le camp des pilleurs de tombes autour de Ricky. Ils parviennent à s'échapper du hangar et à faire exploser la dernière dynamite qui y était stockée alors que la momie s'y trouvait encore. Alors que les survivants s'éloignent du lieu, on voit la main de la momie se lever du feu...

## Fiche technique
- Titre français : L'Aube des zombies[1]
- Titre original : Dawn of the Mummy
- Réalisation : Frank Agrama
- Scenario : Frank Agrama, Daria Price, Ronald Dobrin
- Photographie :	Sergio Rubini
- Montage : Jonathon Braun
- Musique : Shuki Levy
- Décors : Maher Abdel Nour
- Costumes : Sousou
- Maquillage : Maurizio Trani
- Production : Frank Agrama, Ahmed Agrama, Ahmed Ramzi, Lew Horwitz
- Société de production : Harmony Gold (it)
- Pays de production :  Égypte -  Italie -  États-Unis
- Langue originale : anglais
- Format : Couleurs par Technicolor - 1,85:1 - Son mono - 35 mm
- Durée : 88 minutes
- Genre : Épouvante fantastique, zombies
- Dates de sortie :
  - États-Unis : 11 décembre 1981
  - France : 1982[1]

## Distribution
- Brenda Siemer Scheider (de) (sous le nom de « Brenda King ») : Lisa
- Barry Sattels (de) : Bill
- George Peck (de) : Rick
- John Salvo : Gary
- Joan Levy : Jenny
- Ellen Faison (de) : Melinda
- Diane Beatty : June
- Ibrahim Khan (de) : Karib
- Ali Gohar : Tarak
- Ahmed Rateb : Omar